# 뤼디빈 사니에
뤼디빈 사니에(프랑스어: Ludivine Sagnier, 1979년 7월 3일~)는 프랑스의 배우이다. 《스위밍 풀》(2003), 《언 시크릿》(2007)으로 세자르상 여우조연상 후보에 두 차례 올랐다.

## 출연 작품

### 영화
- 시라노 (1990)
- 파리에서 마지막 키스 (1999, Les Enfants du siècle)
- 워터 드랍스 온 버닝 락 (2000)
- 내 아내는 여배우 (2001, Ma femme est une actrice)
- 8명의 여인들 (2002)
- 스위밍 풀 (2003)
- 우리의 릴리 (2003, La Petite Lili)
- 피터팬 (2003)
- 사랑해, 파리 (2006)
- 몰리에르 (2007)
- 러브 송 (2007)
- 둘로 잘린 소녀 (2007)
- 언 시크릿 (2007)
- 퍼블릭 에너미 넘버원 (2008)
- 러브 크라임 (2010)
- 데블스 더블 (2011)
- 비러브드 (2011)
- 파리의 유령 (2011) - 목소리
- 러브 인 비즈니스 클래스 (2013)
- 레미: 집 없는 아이 (2018) - 하퍼 부인 역
- 파비안느에 관한 진실 (2019) - 안나 역
- 어쩌다 아스널 (2019, Fourmi) - 클로에 역
- 아버지의 숲 (2020, La Forêt de mon père)
- 나폴레옹 (2023) - 테레사 카바뤼 역

### 텔레비전
- 나폴레옹 (2002, Napoléon) - 오르탕스 드 보아르네 역 (프랑스 2)
- The New Pope (2020)
- 뤼팽 (2021-현재) - 클레르 로랑 역